# Могильнянський замок
Могильнянський замок — оборонна споруда початку 16-17 ст. у містечку Могильня Новгородського повіту (нині село Узденського району).
Побудований із дерева вітебським воєводою С. Пацем на самому краю правого берега Німану. Чотирикутний плац замку (100х65 м) був оточений валом і відокремлений від замку глибоким (близько 8 м) ровом. У східній частині плацу був бастіоноподібний виступ. Замок мав в'їзну браму з підйомним мостом та принаймні 4 кутові вежі.
Згідно з інвентарем 1536 р., складеним дворянином Іваном Івановичем, у Могильнянському замку була різноманітна вогнепальна зброя: гармати — «залізні серпантини, чотири гаківниці в ложах і п'ять гаківниць на палицях», порох («неповна фаска»), рушниці («два фунти») та «селітри п'ять фунтів». У «зброярні» було багато амуніції, в тому числі обладунки на голову («капалинів 24, шоломів 95»), пластинчасті обладунки («броні бляхової на 10 похолків»), 25 кільцевих обладунків, 10 нарукавних пов'язок, 4 дзеркала, один щит — «котригал червлений старий» і 55 яскравих плащів-накидок «барвистих», які одягалися поверх обладунків.
Інвентар-«перепис» зазначав, що «Могильнянський замок — це споруда пана Пацова». Отже, дерев'яні укріплення тут з'явилися між 1520 і 1536 роками. Керували замком «слуги» пана Паца Матея та Павла Мілашевича. Ліс постачали з найближчої «Могильнянської пущі». Протягом 1599—1602 років усі могильнянські володіння знову перейшли до Радзивіллів, які зосередили у своїх руках практично усе Верхнє Понімання.
Замок втратив своє оборонне значення під час війни між Росією та Річчю Посполитою (1654—1667). Пізніше про нього в історичних джерелах не згадується. Археологічні розкопки замку проводили О. Г. Митрофанов (1951), Г. В. Штихов (1975), Л. В. Колядинський (1977—1979), М. М. Чернявський (1979).